# Villemer (Yonne)
Villemer korábbi község (település) Franciaországban, Saône-et-Loire megyében. 2016. január 1-jén Guerchy, Laduz és Neuilly  községgel egyesült és Valravillon új község része lett.
Lakosainak száma 271 fő (2018. január 1.). Villemer Charmoy, Branches, Bassou, Chichery, Épineau-les-Voves és Neuilly községekkel határos.

## Népesség
A település népessége az elmúlt években az alábbi módon változott:
| Lakosok száma | 225  | 201  | 197  | 169  | 225  | 252  | 241  | 236  | 236  | 271  |
|               | 1962 | 1968 | 1975 | 1982 | 1990 | 2008 | 2013 | 2015 | 2017 | 2018 |